# 5月1日
5月1日是阳历年的第121天（闰年是122天），离一年的结束还有244天。

## 大事记

### 18世紀以前
- 280年：西晋将领王濬兵临建业，吴帝孙皓出降，立国52年，历五帝的孫吳宣告灭亡，三国时代正式结束。
- 305年：戴克里先和馬克西米安以羅馬帝國共同統治者的身份退休，由伽列里烏斯和君士坦提烏斯一世繼任。
- 502年：萧衍称帝，建立梁朝。

### 18世紀
- 1707年：在《1707年联合法令》生效后，英格兰王国和苏格兰王国合并为大不列颠王国。
- 1753年：瑞典植物學家卡爾·林奈發表重要著作《植物種志》，被視為現代植物命名的先驅。
- 1776年：德國作家亞當·維索茲和阿道夫·克尼格在巴伐利亞因哥爾斯塔特成立祕密結社光明會。
- 1790年：美国完成第一次人口普查。

### 19世紀
- 1834年：奴隶制度在英国领土范围内被废除。
- 1840年：英国正式发行票面印有维多利亚女王头像的黑便士邮票，成为世界上首枚邮票。
- 1844年：香港警隊成立，為全世界之次、亚洲之首個擁有現代警察制度以維持治安的警務機關。
- 1851年：英國倫敦海德公園舉辦萬國工業博覽會開幕典禮，此為第一屆世界博覽會。
- 1886年：美国芝加哥的工人发起争取八小时工作制的大规模罢工，其后引发干草市场事件。
- 1893年：为了庆祝克里斯托弗·哥伦布发现“新大陆”400周年，美国芝加哥举办了芝加哥哥伦布纪念博览会。
- 1898年：美西战争：美國海軍占领马尼拉。

### 20世紀
- 1914年：中華民國總統袁世凯颁布《中华民国约法》。
- 1915年：臺灣公立臺中中學校（今臺中一中）第一屆開學，是為臺灣日治時期第一所專收臺籍人士之中學校。
- 1925年：第二次中国全国劳动大会在广州召开，会上正式组织了中华全国总工会。
- 1931年：位于美国纽约曼哈顿的帝国大厦正式落成启用，成为当时世界上最高的摩天大楼。
- 1937年：美国总统富兰克林·德拉诺·罗斯福签署了新的《中立法案》。
- 1941年：第二次世界大战北非戰場：德国进攻托布鲁克。
- 1941年：由奥森·威尔士执导并主演的电影《公民凯恩》于美国首演，之后因其独创性而被视为“电影史上最重要的十部作品”之一。
- 1945年： 第二次世界大戰：義大利社會共和國國防部長魯道夫·格拉齊亞尼帶領共和國向盟軍投降。
- 1946年：中央研究院歷史語言研究所同仁在四川南溪李莊栗峰鐫立留別李莊栗峯碑銘後離別李莊。
- 1947年：马来西亚航空的前身马来亚航空正式运营。
- 1950年：中国人民解放军解放海南岛。
- 1954年：中华书局实行公私合营，组建成立财政经济出版社。[1]
- 1956年：日本医生在报告中首次提到“能影响中樞神經系統的不明流行病疫情”，之后确认是发现水俁病。
- 1958年：中国中央电视台前身北京电视台成立。
- 1960年：冷战：一架美国U-2偵察機在苏联领空遭击坠，飞行员弗朗西斯·加里·鲍尔斯被俘。
- 1961年：古巴领导人菲德尔·卡斯特罗废除选举制。
- 1969年：美國科技公司超微半導體創立。
- 1975年：越南北方军队击败越南共和国军队，两越在北越领导下统一。
- 1975年：世界第一座海上機場：日本長崎機場正式營運。
- 1978年：CCTV-1中央电视台综合频道开播。
- 1980年：中国民航北京管理局和香港中国航空食品公司合资经营的企业--北京航空食品有限公司正式营业，获得中外合资企业营业执照001号。
- 1980年：深圳被正式确立为中国第一个经济特区。
- 1982年：福克蘭戰爭：英国飞机轰炸了阿根廷占领下的福克兰群岛首府斯坦利港机场。
- 1984年：美国总统罗纳德·里根結束对中国的访问（4月26日－5月1日）。
- 1985年：中国西藏卓奥友峰登山队4名藏族队员成功地登上了海拔8201米的世界第六高峰卓奥友峰。
- 1985年：五名劫匪行劫香港九龍尖沙咀彌敦道一間珠寶錶行後離開之際，在場埋伏的探員採取行動，與匪徒三度駁火，雙方共開火數百槍。最後香港警務處於同年9月拘捕賊人。
- 1988年：臺灣鐵路管理局司機員因不滿政府拒絕依法發給加班費而集體休假，為中華民國政府遷台後首次大規模罷工。
- 1990年：元朗公路首期工程動工興建。
- 1991年：臺灣正式終止「動員戡亂」時期，結束對中国共产党當局的敵對狀態。
- 1991年：中華民國憲法增修條文實施。
- 1991年：中国第一座跨海公路大桥：厦门大桥正式通车。
- 1994年：曾获得三次世界冠军的巴西一级方程式赛车车手艾尔顿·冼拿在圣马力诺大奖赛撞上护墙逝世。
- 1995年：中国开始实行每周五天工作制。
- 1997年：西區海底隧道正式通車。

### 21世紀
- 2003年：美國總統乔治·W·布什在美國亞伯拉罕·林肯號航空母艦宣佈美军在伊拉克主要戰事結束。
- 2004年：賽普勒斯、捷克、爱沙尼亚、匈牙利、拉脫維亞、立陶宛、马耳他、波兰、斯洛伐克和斯洛文尼亚加入欧盟。
- 2004年：《中华人民共和国道路交通安全法》和配套的实行条例正式实施，中国大陆的道路交通今后以法律管理，这是中国大陆的第一部交通法律。
- 2006年：澳門勞動節遊行演變成警民衝突。
- 2007年：澳門有三千市民參加勞動節遊行，引發警民衝突，有警員向天開槍示警，一名途人懷疑中流彈受傷。
- 2007年：Digg.com創辦人Kevin Rose正式聲明和全球網友站在同一戰線，勇敢面對AACS律師團控告Digg保留含解碼資訊的網頁文章。
- 2008年：香港西貢區南邊圍一輛旅遊巴撞向隔音屏後翻側，造成19死43傷。
- 2008年：杭州湾跨海大桥建成通车。
- 2009年：瑞典成为世界上第七个将同性婚姻合法化的国家。
- 2010年：中國2010年上海世界博覽會開幕。
- 2011年：已故梵蒂冈第264任教宗真福若望·保祿二世封列為羅馬天主教真福品聖人。
- 2015年：2015年世界博览会在意大利米蘭開幕。
- 2022年：台灣鐵路工會因為不滿交通部未經協商即強推「台鐵公司化」，決議依《勞動基準法》進行勞動節休假。

## 出生
- 1218年：鲁道夫一世，神圣罗马帝国皇帝（1291年逝世）
- 1326年：元宁宗懿璘质班，元朝皇帝（1332年逝世）
- 1769年：阿瑟·韋爾斯利，英國軍事家、政治家、貴族，第一代威靈頓公爵（1852年逝世）
- 1825年：约翰·巴耳末，瑞士数学家、物理学家（1898年逝世）
- 1830年：瑪麗·哈里絲·瓊斯，美國工會领袖（1930年逝世）
- 1848年：阿德斯汀·諾曼，挪威畫家（1918年逝世）
- 1850年：亞瑟·阿爾伯特，英國陸軍元帥，第一代康諾特和斯特拉森公爵（1942年逝世）
- 1864年：艾捷爾·麗蓮·伏尼契，愛爾蘭小說家、音樂家（1960年逝世）
- 1886年：住山德太郎，日本海軍中將（1962年逝世）
- 1887年：艾倫·康寧漢，英國陸軍上將（1983年逝世）
- 1898年：亨利·德沃爾夫·史邁斯，美國物理學家、外交家、官僚（1986年逝世）
- 1910年：約瑟夫·艾倫·海尼克，美國天文學家、幽浮學家（1986年逝世）
- 1913年：保羅·D·麥克萊恩，美國醫生、神經科學家（2007年逝世）
- 1916年：荣毅仁，中國企业家、政治人物（2005年逝世）
- 1917年：阮宗環，越南醫生、政治人物，曾任越南共和國第一副總理（2001年逝世）
- 1925年：史考特·卡本特，美國太空人，水星計畫七人之一（2013年逝世）
- 1925年：加俾額爾·阿摩特，義大利神父、驅魔師（2016年逝世）
- 1926年：拉克斯·彼得，匈牙利裔美國數學家
- 1930年：諾曼·G·托馬斯，美國天文學家（2020年逝世）
- 1928年：勞爾·瑟瓦斯，比利時電影製片人、動畫師、漫畫家（2023年逝世）
- 1932年：S·M·克里希納，印度政治人物，曾任印度外交部長。（2024年逝世）
- 1935年：李幼平，中國電子學家，東南大學教授。
- 1936年：達妮埃爾·於耶，法國電影導演（2006年逝世）
- 1937年：尤娜·斯塔布斯，英國演員（2021年逝世）
- 1950年：楊潔篪，中國外交官
- 1953年：內田直哉，日本男演員、聲優
- 1954年：方芳，台灣演員
- 1956年：尹志強，香港足球运动员（2010年逝世）
- 1957年：大谷幸，日本作曲家
- 1958年：孟海，香港男演員、導演、動作指導（2023年逝世）
- 1958年：帕特里斯·塔隆，貝南政治人物，現任貝南總統
- 1959年：金美淑，韓國女演員
- 1961年：羅美玲，馬來西亞裔臺灣政治人物
- 1962年：加藤鷹，日本AV男優
- 1963年：蔣根煌，中國國民黨新北市政治人物
- 1964年：張賢登，香港政治人物
- 1964年：宋山木，中國企業家
- 1965年：安熙正，南韓政治人物
- 1968年：薛耿求，韓國男演員
- 1968年：奥利弗·比尔霍夫，德國職業足球運動員
- 1969年：森山泰行，日本職業足球運動員
- 1969年：金判坤，韓國職業足球運動員
- 1969年：魏斯·安德森，美國電影導演、編劇、監製
- 1972年：尹海英，韓國女演員
- 1972年：牛莉，中國女演員
- 1973年：奥利弗·诺伊维尔，德國職業足球運動員
- 1974年：陳德容，臺灣女演員
- 1974年：楊俊毅，中國男演員
- 1975年：马克-维维安·福，喀麦隆職業足球運動員
- 1976年：范俊業，香港職業足球運動員
- 1976年：李艷，中國排球員
- 1979年：林立雯，臺灣演員、主持人
- 1980年：方皓玟，香港歌手
- 1980年：莊鍶敏，香港模特兒
- 1981年：林英傑，臺灣棒球選手
- 1981年：亚历山大·赫莱布，白俄罗斯職業足球運動員
- 1982年：傑米·道南，愛爾蘭演員，模特兒，音樂家
- 1983年：朴海鎮，韓國男演員
- 1984年：小山慶一郎，日本男子偶像團體NEWS成員
- 1985年：謝欣穎，臺灣女演員
- 1985年：杜牧，台灣歌手
- 1985年：川崎芽衣子，日本女性聲優
- 1986年：李昶旻，韓國男艺人
- 1987年：張艾莉，臺灣女歌手
- 1987年：莱昂纳多·博努奇，義大利職業足球運動員
- 1988年：丁樂鍶，香港女藝人
- 1988年：艾魯絲卡·沙瑪，印度女演員
- 1988年：尼古拉斯·布朗，美國男演員
- 1989年：陳艾琳，臺灣女藝人
- 1990年：陳冰，中國女歌手、影視演員
- 1990年：瑞瑪·席丹，臺灣主持人、演員、歌手
- 1990年：凱特琳·斯塔西，澳大利亚女演員
- 1991年：王音棋，中國女主播
- 1992年：安喜延，韓國女子偶像團體EXID成員
- 1994年：維克多·蒙塔爾沃，美國男子霹靂舞運動員
- 1995年：金美賢，韓國女子偶像團體Oh My Girl成員
- 1995年：陳星妤（陳聖瑜），香港女艺人，模特兒
- 2002年：切特·霍姆格伦，美國職業籃球運動員
- 2003年：王苡丞，臺灣棒球運動員，外號「成德大王」[2]
- 2004年：查莉·達梅利奧，美國社交媒體紅人
- 生年不詳：謝潔貞，香港女性配音員
- 生年不詳：夏吉優子，日本女性聲優

## 逝世
- 1572年：教宗庇護五世[3][4]，羅馬主教（1504年出生）
- 1813年：讓-巴蒂斯特·貝西埃，法國軍事指揮官、帝國元帥（1768年出生）
- 1873年：大衛·李文斯頓，英國探險家、傳教士（1813年出生）
- 1904年：，捷克斯洛伐克作曲家（1841年出生）
- 1917年：何塞·恩里克·罗多，烏拉圭政治人物、作家、文化評論者（1871年出生）
- 1935年：柯成贵，中国工农红军第一支海上游击队建立者（1908年出生）
- 1945年：約瑟夫·戈培爾，德国纳粹党主要领导人之一（1897年出生）
- 1949年：南部麒次郎，日本槍械設計師（1869年出生）
- 1964年：汤用彤，中國近代國學大師（1893年出生）
- 1976年：亞歷山德羅斯·帕納古利斯，希臘政治家、詩人（1939年出生）
- 1978年：阿拉姆·哈恰圖良，蘇聯作曲家（1903年出生）
- 1980年：大內兵衛，日本勞農派馬克思主義經濟學者（1888年出生）
- 1993年：皮埃尔·贝雷戈瓦，法国前社会党政府总理（1925年出生）
- 1994年：艾爾頓·冼拿，巴西一级方程式赛车车手（1960年出生）
- 2004年：黃克立，香港政治人物（1910年出生）
- 2005年：倪敏然，臺灣藝人（1946年出生）
- 2008年：莫瑞·H·普羅特，美國數學家、教育家（1918年出生）
- 2014年：矢田耕司，日本聲優（1933年出生）
- 2018年：萬達·維烏科米爾斯卡，波蘭小提琴演奏家（1929年出生）
- 2018年：孫越，台灣男演員（1930年出生）
- 2018年：彭鏡毅，台灣植物學家（1950年出生）
- 2022年：里卡多·阿拉爾孔，古巴政治人物（1937年出生）
- 2022年：伊維卡·奧西姆，波赫足球教練（1941年出生）
- 2022年：曾秀好，香港政治人物（1960年出生）
- 2023年：陳謨星，臺灣裔美國電機與能源學者（1931年出生）
- 2025年：扎西旺堆，西藏流亡政府政治人物（1947年出生）

## 节假日和习俗
- 五朔節
- 国际劳动节
- 马绍尔群岛：憲法日